# Вишнёвое (Красноградский район)
Вишнёвое (укр. Вишневе; до 2016 г. — Чапа́ево) — село в Красноградском районе Харьковской области Украины. Входит в состав Зорянского сельского совета.
Население по переписи 2001 года составляет 175 человек. Из них 97 женщин и 78 мужчин.

## Географическое положение
Село Вишнёвое находится на расстоянии в 1 км от реки Ланная. На расстоянии в 1 км расположено село Зоряное. По селу протекает пересыхающий ручей с запрудами. Рядом проходит автомобильная дорога М-18 (E 105).

## История
Вишнёвое основано в 1920 году.